# Anywhere for You
 是新好男孩的一首單曲，收錄進他們1995年的同名專輯。後來的美國版專輯亦收入此曲。